# Филимонов, Владимир Алексеевич
Влади́мир Алексе́евич Филимо́нов (1908—1965) — советский педагог, Народный комиссар просвещения Карельской АССР (1936—1938), Председатель Исполнительного комитета Петрозаводского городского Совета депутатов трудящихся (1948—1950).

## Биография
Родился в многодетной семье сельского учителя, русский.
По окончании в 1928 году школьного отделения Петрозаводского педагогического техникума и курсов подготовки сурдопедагогов, работал в школах Карелии с глухонемыми детьми.
В 1933—1936 годах — заведующий Петрозаводским отделом народного образования (ГОРОНО).
В 1936—1938 годах — Народный комиссар просвещения Карельской АССР. Арестован 6 ноября 1938 года НКВД Карельской АССР по обвинению в антисоветской деятельности (Ст. 58-10 УК РСФСР). Постановлением Генерального прокурора СССР от 28 февраля 1940 года дело в отношении В. А. Филимонова было прекращено за недоказанностью обвинения и он был освобождён из Петрозаводской тюрьмы. (Реабилитирован был лишь в 1991 году).
С 1940 года — заместитель Наркома просвещения Карельской АССР.
В годы Великой Отечественной войны — член Военного Совета Карело-Финской ССР.
В 1948—1950 годах — Председатель Исполнительного комитета Петрозаводского городского Совета депутатов трудящихся.
Умер в 1965 году после перенесённого инфаркта.